# Русские в Китае
Русские в Китае (кит. трад. 俄羅斯族, упр. 俄罗斯族, пиньинь Éluósī-zú, палл. Элосы-цзу) формируют одну из 56 этнических групп, официально признанных Китайской народной республикой. Русское население присутствует в Синьцзян-Уйгурском автономном районе (СУАР) в основном в городах Кульджа (Инин), Чугучак (Тачэн) и Урумчи; на севере провинции Хэйлунцзян и в городском уезде Аргунь-Юци Автономного района Внутренняя Монголия. Начиная с 1990-х годов в Пекине в районе улицы Ябаолу присутствуют русские предприниматели и торговцы.

## История

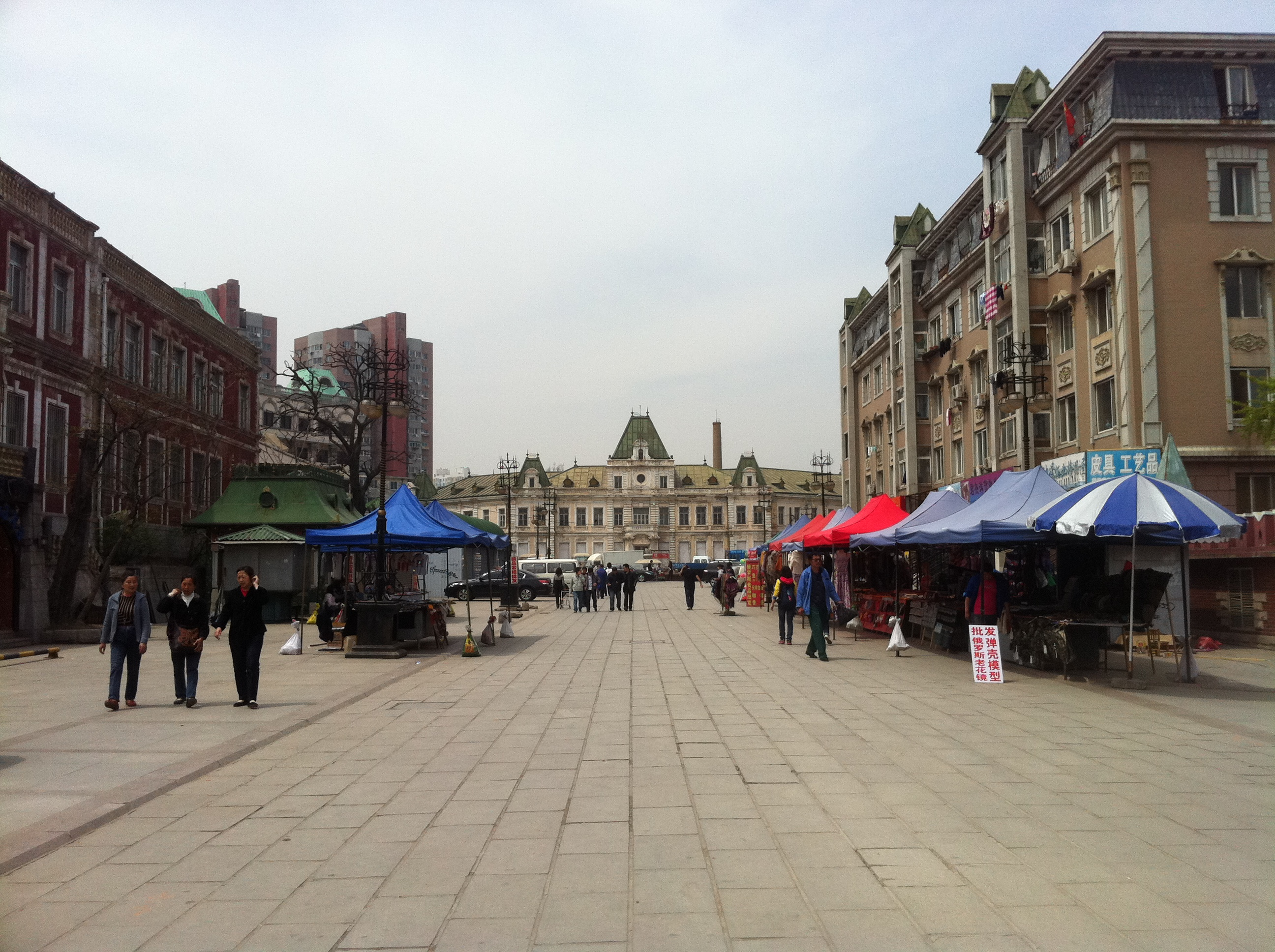
Русская улица в городе Далянь. В 1898—1905 годах город (под названием Дальний) находился в составе Российской империи

Первыми зафиксированными уроженцами земель, ныне составляющих Россию, обосновавшимися в Китае, стали воины кипчакских, аланских и русских отрядов, вошедших в состав армий монгольского великого хана Хубилая, ставшего китайским императором. В 1330 году русские отряды были объединены в тумен, расквартированный к северу от Пекина. Кроме того, некоторые русские, захваченные в карательных походах монгольскими ханами, отсылались великому хану в подарок. В 1331 году Сатун (брат Эль-Тимура) «подарил» императору Туг-Тэмуру 16 русских семей. В 1332 г. принц Чан-ки (очевидно, чагатаидский принц Джинши) подарил императору 170 русских пленников. Одновременно Эль-Тимур отдал императору 2500 русских пленников.
Следующими зафиксированными русскими, обосновавшимися в Китае, были албазинцы (потомки казаков), которые присоединились к маньчжурской императорской гвардии в 1685 году. Также в XVIII веке русское население Цинской империи пополняли перебежчики (особенно с нерчинской каторги) и промысловики, захваченные китайцами в Приамурье. Маньчжурские власти многих принимали на службу (как правило, в удаленные от Приамурья юго-восточные провинции, например 33 перебежчика 1766—1767 годов были определены конными гарнизонными солдатами в Гуандун и Фуцзянь). Однако некоторых пленных Цины отправляли в юго-восточные провинции империи в качестве рабов: так в 1768 году туда были отправлены 12 русских невольников (в том числе трое промысловиков, захваченных в Приамурье), позднее туда же выслали в качестве рабов маньчжурских офицеров еще 14 русских пленников (ранее они были доставлены в Пекин в 1769—1770 годах).
В 1716 году была основана Русская духовная миссия в Пекине.
В 1862 году был подписан «Статут о сухопутной торговли между Россией и Китаем», по которому российские купцы и компании получили право на закупку чая и его обработку непосредственно во внутренних районах южного Китая. После этого русские купцы прибыли в Ханькоу и начали организовывать обработку чая. В конце XIX века в Тяньцзине, Фучжоу и Ханькоу были основаны российские концессии.

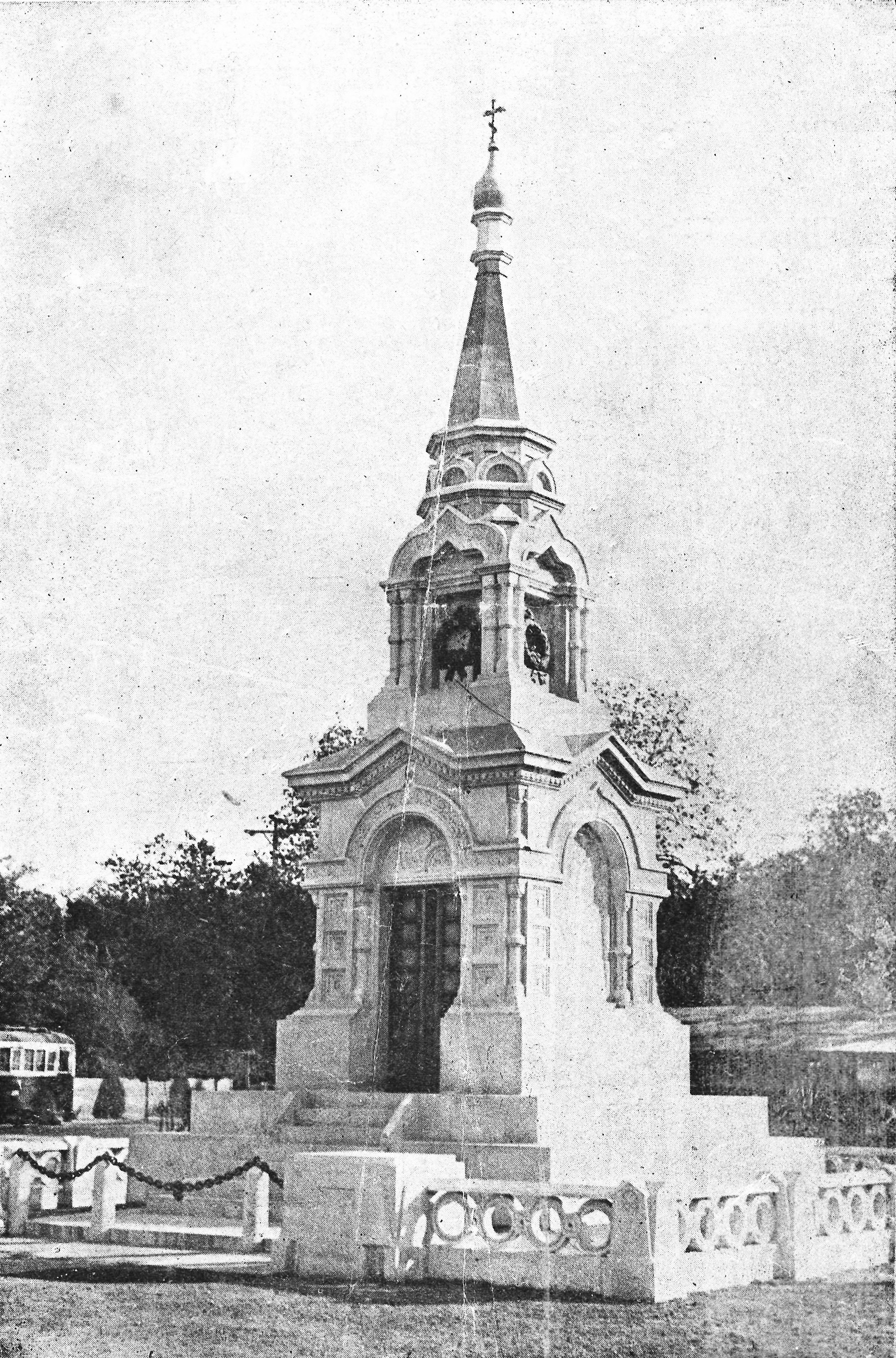
Памятник героям, павшим в борьбе с Коминтерном (Харбин), открыт в 1941 году, снесен в 1945 году

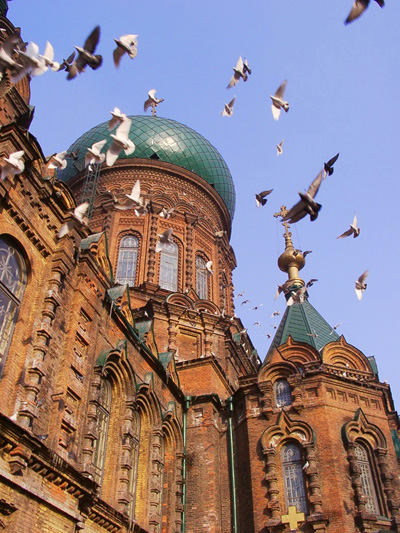
Русская православная церковь св. Софии, 1907, Харбин

Значительная иммиграция началась в 1897 году при строительстве Китайско-Восточной железной дороги, но пик иммиграции из России пришелся на период после Октябрьской революции. Благодаря притоку белоэмигрантов, русское население крупных городов Китая, в основном Харбина и Шанхая, значительно увеличилось. В начале 1930 года в Маньчжурии насчитывалось около 110 тыс. русских (из них в Харбине и на КВЖД — 95 тыс.), в Шанхае — около 15 тыс.
Новую волну русских беженцев в Китай в начале 1930-х годов вызвала проводимая в СССР коллективизация. Крестьяне (в основном, старообрядцы) бежали в Маньчжурию (в основном, из Приморья, Приамурья и Забайкалья) и Синьцзян (в основном, с Алтая).
В Синьцзяне во время Кумульского восстания в 1931—1934 годах русские поселенцы были вовлечены в борьбу между восставшими местными мусульманами и китайскими властями Синьцзяна. Русских мобилизовывали в китайские войска Цзинь Шужэня.
К 1930 году в Китае насчитывалось 125 тыс. русских (в том числе 110 тыс. в Маньчжурии), а в 1953 году их осталось менее 23 тыс. человек. За годы, прошедшие после создания Китайской Народной Республики, большинство русских эмигрировали в Гонконг, Австралию, США, Канаду и Южную Америку. По оставшимся особенно тяжело ударила «культурная революция», в результате чего перепись 1982 года в Китае выявила лишь 2933 русских (большинство из них — 2262 человека — в Синьцзяне).
В 1980-е годы отношение к русским изменилось к лучшему. Они были включены в перечень
56 этнических групп, официально признанных властями. А в одном из мест их компактного проживания в автономном районе Внутренняя Монголия была образована Эньхэ-Русская национальная волость — единственная русская национальная волость КНР.
В 1983 году в Синьцзяне признали право русских не выходить на работу в Пасху и на Рождество, в 1991 году в Урумчи открыли православный храм, в 2000-х годах в Кульдже русскую школу, а в 2008 году власти СУАР выделили деньги на новый храм в Чугучаке.

## Динамика численности русских в Китае (по данным всекитайских переписей населения)
- 1953 год — 22,65 тыс. чел.[15]
- 1964 год — 1,64 тыс. чел.[15]
- 1982 год — 2,91 тыс. чел.[15]
- 1990 год — 13,50 тыс. чел.[15]
- 2000 год — 15,60 тыс. чел.[15]
- 2010 год — 15,39 тыс. чел.[15]

После вхождения Гонконга в состав Китая, несколько сотен его граждан также заявили о своей русской национальности, в некоторых новых сообщениях говорится о 5 000 русских.

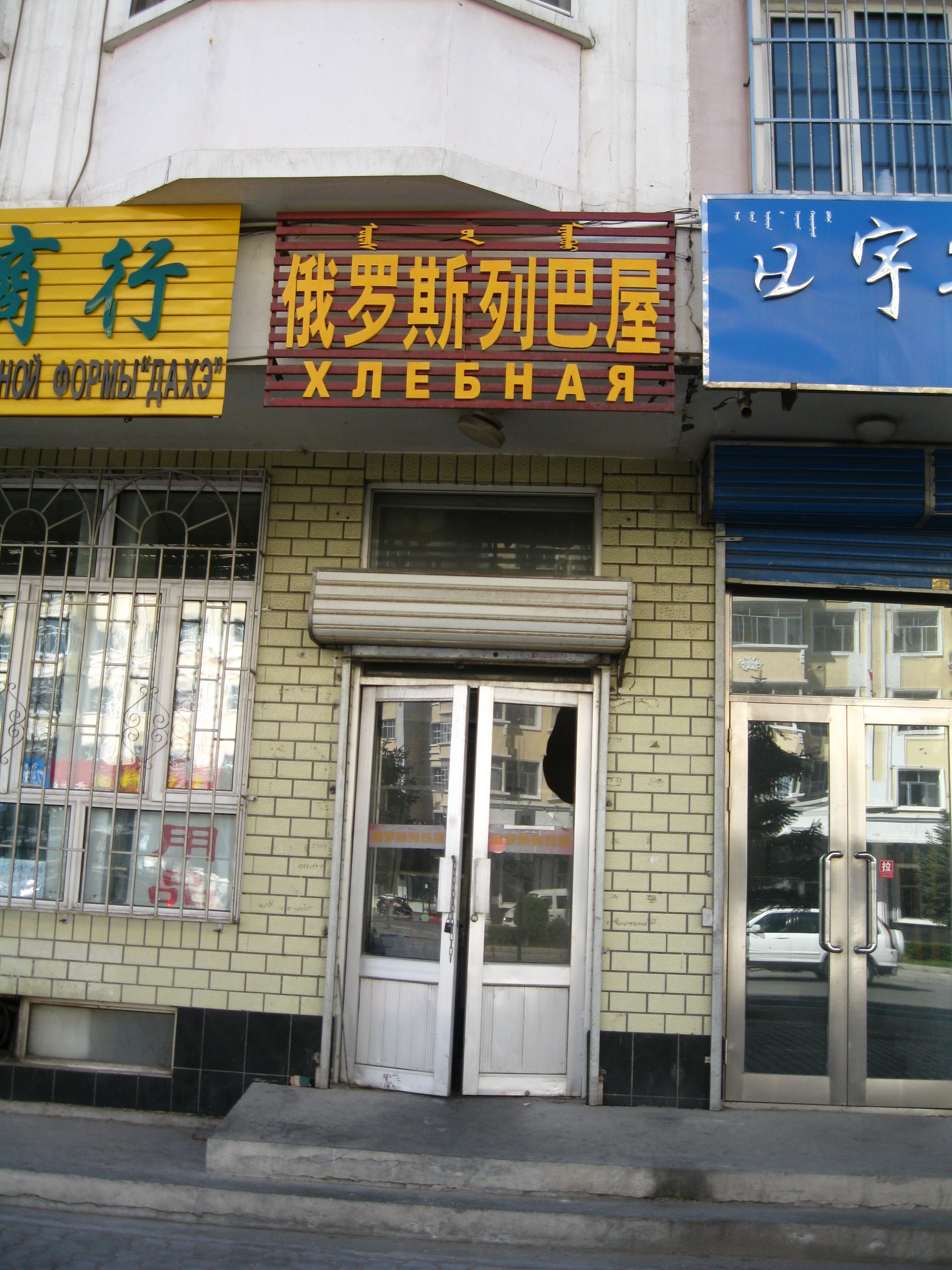
«Русская хлебная лавка» (俄罗斯列巴屋, Элосы леба у) в городе Маньчжурия

## Размещение русских по китайским провинциям
По данным всекитайской переписи населения 2010 года большинство русских КНР жили в Синьцзян-Уйгурском автономном районе (СУАР) и в Автономном районе Внутренняя Монголия, но также на севере провинции Хэйлунцзян и в Гонконге.
Ниже в таблице представлены первые десять административно-территориальных единиц КНР по количеству русских в них, по результатам переписи населения КНР 2010 года. Использованы данные по 31 из 34 административно-территориальных единиц КНР (данные по Гонконгу, Макао и Тайваню в источнике не приведены).
| Административно-территориальная единица | Русские |
| --------------------------------------- | ------- |
| Синьцзян-Уйгурский АР                   | 8489    |
| АР Внутренняя Монголия                  | 4673    |
| Пекин                                   | 343     |
| Хэйлунцзян                              | 312     |
| Шанхай                                  | 209     |
| Ляонин                                  | 185     |
| Шаньдун                                 | 128     |
| Гуандун                                 | 125     |
| Тяньцзинь                               | 119     |
| Цзянсу                                  | 109     |

## Репатриации русских из Китая
Началом первой волны репатриации русских из Китая стала амнистия, распространенная Постановлением ВЦИК от 9 июня 1924 года на рядовых солдат белых армий, ушедших в Монголию и Китай. В 1921—1927 годах только из Синьцзяна в Советскую Россию вернулись 17373 человека, хотя доля русских среди реэвакуированных, вероятно, была небольшой (например, с 1 сентября 1926 года по 1 сентября 1927 года консульство СССР в Кульдже реэвакуировало в Советский Союз 1487 человек, в том числе только 43 русских). Первая волна завершилась в 1930—1931 годах в связи с выходом «Положения о советском гражданстве», которое предусматривало, что восстановление в советском гражданстве осуществляется лишь по Постановлению Президиума ЦИК СССР.
Вторая крупная репатриация русских из Китая (из Маньчжурии) была в 1935—1936 годах, когда в СССР вернулись многие советские служащие проданной в 1935 году КВЖД.
После того, как в августе 1945 в результате советско-японской войны советские войска заняли Маньчжурию, жившие там русские эмигранты арестовывались и вывозились в СССР. Захватив в Харбине архив Бюро по делам российских эмигрантов в Маньчжурской империи, органы СМЕРШ начали арестовывать прежде всего тех, кто имел хоть какое-то сообщение с японскими властями.
Третья крупная добровольная репатриация в СССР прошла в 1946—1947 годах. Ее начало положил изданный 10 ноября 1945 года указ Президиума Верховного совета СССР о восстановлении в гражданстве СССР проживающих в Маньчжурии подданных Российской империи, а также бывших советских граждан, утративших советское гражданство, который давал право этим лицам обратиться в советское консульство для восстановления гражданства до 1 февраля 1946 года (затем этот срок продлили до 1 апреля 1946 года). В результате, в Китае (без Синьцзяна) на конец 1946 года было 75 304 советских гражданина. В 1947 году прошла новая репатриация в СССР — только в РСФСР (преимущественно в Свердловскую область) из Китая прибыло 5590 русских. Репатриации способствовало резкое ухудшение положения советских граждан и русских эмигрантов в Маньчжурии при новой власти — гоминьдановцах. С марта по май 1946 года советские войска покинули Маньчжурию (кроме 39-й армии, стоявшей на Ляодуне). Вступившие в Южную Маньчжурию войска Гоминьдана почти сразу занялись террором в отношении советских граждан. Нередки были убийства советских граждан китайцами, разграбление их имущества. Например, только в Чанчуне с 24 по 31 мая 1946 года были убиты 12 советских граждан, проживавших в поселке Куаньченьцзы. Кроме того, репатриации способствовали начавшаяся в Маньчжурии гражданская война между коммунистами и гоминьдановцами и высокая инфляция, обесценившая все сбережения.
После репатриации 1947 года выезд русских из Китая в СССР на несколько лет почти прекратился, так как советские власти в 1948—1953 годах препятствовали ему. Причем не разрешался выезд даже тем, кто имел советское гражданство, а многочисленные попытки нелегального перехода в СССР пресекались советской стороной.
Последняя массовая репатриация русских из Маньчжурии началась в 1954 году, когда советские власти установили льготный выезд в СССР советским гражданам из КНР, желающим заняться освоением целинных земель. Для таких репатриантов этой волны был установлен ряд льгот — бесплатный проезд по железной дороге на целину, а также транспортировка за счет государства багажа (с определенными ограничениями), денежное пособие в размере 3 тыс. рублей на главу семьи и по 600 рублей на каждого ее члена. Целинная репатриация прошла в основном в 1954—1955 годах, суммарное число выехавших в СССР из одного харбинского консульского округа за 1954—1961 годы составило 19068 человек (из них в 1954 году — 8961 человек, в 1955 году — 8100 человек).

## Эвакуация русских из КНР
Русские, которые вынуждены быть уехать из Китая после прихода там к власти коммунистов, в 1949—1952 годах ожидали решения своей дальнейшей судьбы в лагере на острове Тубабао (Филиппины).
В 1952—1965 годы в Австралию, Аргентину, Бразилию и Новую Зеландию при поддержке Управления Верховного комиссара ООН по делам беженцев (оно выделило около 500 тыс. долларов), общественных и религиозных организаций было вывезено более 1500 русских из Китая (в основном староверы, пятидесятники, баптисты).

## Русскоязычные СМИ Китая
В 1954 году в КНР началось радиовещание на русском языке, в 2001 году на русском начали выходить интернет-выпуски главной газеты КПК «Жэньминь Жибао». Также издается журнал «Китай» с 1951 года (с перерывами). В 2009 году в КНР появился круглосуточный русскоязычный телеканал. Из региональных русскоязычных СМИ Поднебесной можно назвать издаваемый с 2002 года под контролем Правительства приграничной и тесно связанной с РФ провинции Хэйлунцзян журнал «Партнёры» с приложениями на русском и китайском языках.